# كاميرون كولفين
كاميرون كولفين (بالإنجليزية: Cameron Colvin)‏ هو لاعب كرة قدم أمريكية أمريكي، ولد في 5 مارس 1986 في بيتسبورغ في الولايات المتحدة.

## وصلات خارجية
- كاميرون كولفين على موقع إي إس بي إن.كوم (أن.أف.أل)3
- كاميرون كولفين على موقع JustSportsStats.com (الإنجليزية)